# Sadovi (Krasnoktiabrski, Adiguesia)
Sadovi (del ruso: Садовый) es un jútor del raión de Maikop en la república de Adiguesia de Rusia. Está situado en el valle del río Kurdzhips, 7 km al noroeste de Tulski y 6 km al sur de Maikop, la capital de la república. Tenía 399 habitantes en 2010.
Pertenece al municipio de Krasnooktbriaski.